# Glossaire théorique et technique de la musique occidentale
Le glossaire théorique et technique de la musique occidentale recense, par ordre alphabétique, les termes de la théorie musicale occidentale. Pour autant, celle-ci n'a le monopole, ni du terme ni de la notion qu'il exprime.
Un certain nombre de termes italiens et allemands (relatifs notamment à l'interprétation musicale) n'apparaissent pas ici. On les trouvera répertoriés dans les deux listes : Liste des termes italiens employés en musique et Liste des termes allemands employés en musique.
(La transformation en un véritable glossaire est achevée. Elle sera discutée dans la page de discussion.)
- Haut – A
- B
- C
- D
- E
- F
- G
- H
- I
- J
- K
- L
- M
- N
- O
- P
- Q
- R
- S
- T
- U
- V
- W
- X
- Y
- Z

| AbréviationSigne de notation musicale permettant de gagner de l'espace et du temps. A cappellaIndique qu'une ou plusieurs voix sont chantées sans accompagnement. AccordEnsemble de trois notes ou plus formant un tout du point de vue de l'harmonie. Adagio« À l'aise », tempo entre le lento et l'andante. AgogiqueDésigne un rythme ou un tempo comportant de légères modifications pendant l'interprétation. AiguDésigne les sons de fréquence élevée, par opposition aux sons graves. AltérationModification de la hauteur d'une note ; signe indiquant cette modification dans la partition ; enfin, la note modifiée elle-même. AmbitusÉtendue d'une mélodie, d'une voix, d'un instrument entre ses notes la plus grave et la plus élevée. AnacrouseNote ou un ensemble de notes précédant le premier temps fort d'une phrase musicale. AnapestePied composé de deux syllabes brèves suivies d'une syllabe longue. Analyse harmonique (musique)Étude de la nature et de la fonction des accords dans l'harmonie tonale. Analyse schenkérienneMéthode d’analyse musicale de la musique tonale fondée sur les théories d’Heinrich Schenker. AnticipationNote étrangère que l'on fait entendre avant l'accord dont elle fait partie. Appoggiature (note étrangère)Note étrangère non préparée, qui se résout par mouvement conjoint sur l'une des notes réelles de l'accord. Appoggiature (ornement mélodique)Ornement servant à retarder la note suivante, la note principale, sur laquelle on veut insister. ArmureEnsemble d'altérations réunies à la clef. ArpègeSérie de notes émises successivement et qui, considérées ensemble, forment un accord. ArrangementAdaptation musicale d'une composition existante. AtonalitéMusique sans centre tonal. (Retout en haut) Barre de mesureTrait vertical qui matérialise les cycles de temps que sont les mesures. Basse continueTechnique d'improvisation et d'accompagnement d'une partie à partir d'une basse chiffrée. Basse d'AlbertiProcédé d'accompagnement arpégé, qui doit son nom à Domenico Alberti. Battement (instruments à cordes pincées)Technique de jeu des instruments à cordes pincées, consistant à frotter les notes rapidement. Battement (acoustique)Interférence entre deux sons de fréquences proches, perçue comme une variation périodique lente du volume sonore. Battement par minuteUnité de mesure exprimant le tempo. BécarreSymbole graphique () indiquant le retour d'une note altérée à sa hauteur naturelle. BémolSigne d'altération () indiquant l'abaissement d'une note d'un demi-ton chromatique. BlancheFigure de note représentée par une tête ovale de couleur blanche, attachée à une hampe. BroderieNote étrangère qui s'éloigne par mouvement conjoint d'une note réelle et y revient. (Retour en haut) CadenceFormule mélodique et harmonique qui ponctue une phrase musicale, une section ou un morceau entier. CanonProcédé de composition musicale contrapuntique dans laquelle plusieurs voix jouent ou chantent une imitation différée de la mélodie. Cantus firmusDans la musique médiévale et celle de la Renaissance, mélodie préexistante servant de base à une polyphonie. CaractèreDans la musique occidentale, façon d'interpréter une pièce musicale, indépendamment des indications concernant le rythme et l'intonation. CarréeFigure de note qui symbolise une durée égales à deux rondes, quatre blanches, huit noires, etc. CentUnité d'expression logarithmique de la dimension des intervalles musicaux. Chiffrage des accordsNotation représentant les accords et leur fonction dans la musique tonale. ClefSigne graphique placé au début de la portée, indiquant la hauteur des notes associée à chaque ligne. On écrit aussi « Clé ». Coda(1) Passage terminal d'une pièce ou d'un mouvement ; (2) Signe marquant l'endroit où débute une phrase conclusive. Code ParsonsSystème de notation musicale simplifiée destiné à l'indexation (informatique) de mélodies. CommaIntervalle très petit, généralement entre le dixième et le cinquième du ton. Composition musicalePremière phase de la création d'une musique à deux phases, correspondant à la conception (souvent écrite) de l'oeuvre ; la deuxième phase est l'interprétation. ConducteurPartition du chef d'orchestre, par opposition aux « parties » de chacun des instruments. ConsonanceCombinaison de sons perçue comme agréable à l'oreille. ContrepointMéthode d'écriture musicale qui consiste en la superposition organisée de lignes mélodiques distinctes. ContretempsNote attaquée sur un temps faible et suivie d'un temps fort occupé par un silence. Contre-sujetDans les fugues, mélodie caractéristique accompagnant les entrées du sujet après la première. CrescendoAugmentation progressive du volume du son ; signe de notation demandant cette augmentation. CrocheFigure de note qui symbolise une durée égale à la moitié d'une noire, au quart d'une blanche, au huitième d'une ronde, etc., ainsi qu'au double d'une double croche, au quadruple d'une triple croche, etc. (Retour en haut) DactylePied poétique formé d'une longue suivie de deux brèves. Decrescendo ou DiminuendoEn diminuant l'intensité du son. DegréPlace d'une note dans une échelle musicale ; place d'une note ou d'un accord dans une échelle tonale. Demi-tonPlus petit intervalle de la construction des échelles dans la musique occidentale. Demi-ton chromatiqueDistance entre deux notes dont l'une est altérée par rapport à l'autre (par exemple do–do ou ré–ré). Demi-ton diatoniquePlus petit intervalle de l'échelle diatonique, obtenu par exemple en retranchant deux octaves de cinq quintes (si1–mi2–la2–ré3–sol3–do4 ; do4–do3–do2 = si1–do2). DiapasonInstrument matériel produisant un son de référence ; cette référence elle-même, formée d'habitude par l'association d'un nom de note et d'une fréquence, par exemple la3=440 Hz. DièseSigne d'altération (] indiquant que la note doit être élevée d'un demi-ton chromatique. DissonanceDiscordance entre deux (ou plusieurs) sons (dans un accord ou un intervalle) produisant une impression d'instabilité, de contrariété entre les notes et de tension, et nécessitant une résolution. DitonIntervalle de deux tons égaux, formant une tierce majeure. Le terme est utilisé particulièrement en accord pythagoricien ou en tempérament mésotonique, caractérisés précisément parce que les tons y sont égaux. DivertimentoGenre musical le plus souvent léger et allègre et composé en général pour un ensemble réduit. DoigtéCode de chiffres indiquant les doigts à utiliser dans le jeu de certains instruments. Utilisation particulière de certains doigts pour certains morceaux ; qualité du jeu digital (« un doigté virtuose »). DominanteCinquième degré d'une gamme, à distance de quinte juste de la tonique. Fonction de ce degré dans la musique tonale. DodécaphonismeTechnique de composition musicale donnant une importance égale aux douze notes de la gamme chromatique. DoubleReprise ornée d'un morceau vocal ou instrumental. Double crocheFigure de note consistant en une tête ovale de couleur noire attachée à une hampe munie d'un crochet double (𝅘𝅥𝅯 ). Sa durée est la moitié de celle d'une croche, le quart d'une noire, le huitième d'une blanche, le seizième d'une ronde. À l'inverse, elle vaut le double d'une quadruple croche, etc. Double pointPlacé après une figure, le double point augmente celle-ci des trois quarts de sa durée. Duoletdivision exceptionnelle du temps dans une mesure à temps ternaire, divisant ce temps en deux parties égales. DuréeReprésentation graphique de la durée d'une note ou d'un silence. (Retour en haut) ÉchappéeNote étrangère placée sur un temps faible ou une partie faible de temps, qui succède à une note réelle conjointe, et qui effectue ensuite un mouvement disjoint sur l'accord suivant. Échelle chromatiqueÉchelle musicale composée de douze degrés, séparés les uns des autres par un demi-ton. Échelle diatoniqueÉchelle musicale à 7 degrés, composée de 5 tons et 2 demi-tons. Les deux demi-tons sont toujours séparés par 2 ou 3 tons. Échelle musicaleEnsemble de sons, appelés degrés, formant le cadre dans lequel se bâtit une œuvre musicale. EnharmonieÉquivalence pratique de deux notes nommées différemment mais produisant le même son. (Retour en haut) Fausse relationEn harmonie tonale, relation dissonante entre deux sons appartenant à deux accords successifs, mais à deux voix différentes. Figures de noteFigures représentant les durées des notes (par exemple, blanche, noire, croche, etc.). Figures de silenceFigures représentant les durées des silences (par exemple, demi-pause, soupir, demi-soupir, etc.). FlaDouble coup de baguettes frappé sur un tambour, constitué d'un coup normal avec une appoggiature réalisée de l'autre main et d'une moindre force que la note principale. FonctionDans la théorie de Hugo Riemann, de Wilhelm Maler et de Dieter de la Motte, rôle d'une note dans le cadre de la tonalité. Les trois fonctions possibles sont tonique, dominante et sous-dominante, pouvant être exercées de diverses manières par divers accords. FondamentaleNote de base sur laquelle est construit un accord. Forme musicaleModèle structurel d'une œuvre musicale. La théorie de la forme est essentiellement une méthode d'analyse, qui indique comment la structure (la forme) de telle ou telle œuvre suit tel ou tel modèle formel. (Retour en haut) GammeOrdre successif des sons (« degrés ») disponibles pour bâtir une œuvre musicale. Certains considèrent que la différence entre la gamme et l' échelle tient en ce que la gamme est limitée à une octave alors que l'échelle est de tessiture illimitée : on pourrait considérer dans ce cas que l'échelle est une série de hauteurs, alors que la gamme décrit des hauteurs nominales. Genre musicalCatégorie permettant de classer les œuvres musicales selon une tradition ou un ensemble de conventions partagées. Le terme est souvent interchangeable avec celui de forme musicale. GraveRegistre des sons les plus bas (ou des fréquences les plus basses) par opposition aux sons aigus. GruppettoOrnement mélodique en forme d'un dessin de trois ou quatre sons tournant autour de la note principale et faisant apparaître les deux notes voisines — supérieure et inférieure. (Retour en haut) HarmonieUtilisation délibérée de fréquences simultanées. Harmonie tonaleÉtude des accords spécifiques au système tonal et de leurs enchaînements. HarmoniqueComposante d’un son périodique, dont la fréquence est un multiple entier d'une fréquence fondamentale. HauteurSensation induite principalement par la fréquence d'un son. Hauteur nominaleHauteur définie par son nom, indépendamment de l'octave dans laquelle elle se situe. HémioleInsertion d'une structure rythmique ternaire dans une structure rythmique binaire, ou inversement. HomophonieMusique collective à une voix, chantée à l'unisson. (Retour en haut) ÏambeEn poésie, pied composé d’une syllabe brève suivie d’une longue : en scansion, il est donc noté \| ∪ — \|. Improvisation musicaleProcessus par lequel le musicien improvisateur crée ou produit une œuvre musicale spontanée, imaginaire ou ex nihilo. InharmonicitéNature d'un son musical dont les composantes (partiels) ne sont pas harmoniques, c'est-à-dire ne sont pas à des fréquences multiples entiers du son fondamental. InstrumentationDispositif, nature et répartition des instruments dans un ensemble, notamment ceux de l'orchestre. Le terme désigne aussi la discipline étudiant ces aspects. IntervalleÉcart entre les hauteurs respectives de deux notes, simultanées ou successives. IntonationPrécision de la hauteur des notes de musique jouées ou chantées, par comparaison avec un système d'accord de référence. Intonation justeSystème d'intonation musicale dans lequel, en principe, tous les intervalles, en particulier toutes les consonances, sont justes. IsorythmieRépétition régulière d'un élément rythmique. Procédé apparu dans la musique occidentale à partir du XIIIe siècle et développé au siècle suivant par l'Ars nova, affectant non seulement le rythme mais aussi la mélodie. (Retour en haut) Jeu(1) Manière d'exécuter de la musique sur un instrument, manière d'en jouer ; (2) Sur certains instruments, tels que l'orgue ou le clavecin, choix de sonorité obtenu par l'utilisation d'un mécanisme propre à cet instrument (on peut dire aussi : registre) ; (3) Au Moyen Âge, genre musical consistant en une représentation théâtrale agrémentée de passages chantés.. Justesse d'intonationSynonyme d'intonation musicale. Voir aussi Intonation juste. (Retour en haut) KlavarskriboNotation musicale alternative inventée en 1931 par le Néerlandais Cor Pot. (Retour en haut) LegatoLiaison d'expression qui indique que les notes d'une mélodie doivent être interprétées de façon liée. LeitmotivPhrase musicale qui revient à plusieurs reprises dans une œuvre musicale et qui représente une idée, un concept ou un personnage. Liaisonsigne en forme d'arc de cercle reliant deux figures de notes de même hauteur et ayant pour effet de faire entendre un seul son dont la durée est égale à la somme des durées des figures liées. On dit aussi « Liaison de prolongation ». Ligature(1) Signe regroupant plusieurs notes en reliant leurs hampes par un seul trait ; (2) Dispositif sur les instruments à anche simple qui permet le maintien de l'anche sur le bec. Livret(1) Texte littéraire, complétant une œuvre musicale telle qu'un opéra, une opérette, un oratorio ou une comédie musicale ; (2) Brochure qui donne l'explication et l'argument d'une pantomime ou d'un ballet. Loup(1) Quinte résiduelle résultant de l'accord des autres onze quintes dans un tempérament donné ; (2) Vibration ou battement parasite sur un corps sonore, telle qu'une corde défectueuse (« fausse corde »). LouréForme d'attaque de la note consistant en un détaché léger par rapport aux notes environnantes. Il peut s'apparenter au tenuto italien. (Retour en haut) Marcato, MartellatoManière de jouer les notes en martelant celles-ci. Marche harmoniqueReproduction d'une même succession d'harmonies sur différents degrés. MédianteTroisième degré d'une échelle tonale. MédiumZone des notes de hauteur moyenne, entre le grave et l'aigu. MélismeFigure mélodique de plusieurs notes sur une seule une syllabe de texte. Mesure(1) Division d'un morceau de musique en parties d'égales durées ; (2) Structure du segment donné (mesure au sens 1) en fonction de l'accentuation de ses temps. MétronomeInstrument donnant un signal audible permettant d'indiquer un tempo. Micro-intervalleIntervalle musical plus petit qu'un demi-ton. ModeType d'échelle musicale couplé avec un ensemble de comportements mélodiques caractéristiques. ModulationChangement de tonalité dans le cours d'un morceau de musique. Monodiemusique à une seule voix, où « voix » désigne une partie vocale ou instrumentale. MordantOrnement mélodique, alternance rapide entre la note principale et la note supérieure ou inférieure. MotifPhrase ou fragment musical identifiable par sa répétition, variée ou nom, au cours d'une œuvre. Mouvement(1) Tempo d'une œuvre ou d'une d'œuvre ; (2) Partie d'une œuvre musicale en plusieurs sections. MuanceDans la théorie de la solmisation, passage d'un hexacorde à un autre. Musica fictaInflexion chromatique, dans la musique du Moyen Âge et de la Renaissance. (Retour en haut) NeumeSigne de notation musicale décrivant de petites formules mélodiques appliquées à une syllabe. NeuvièmeIntervalle constitué d'une octave augmentée d'une seconde. NoireFigure de note dont la durée équivaut à la moitié d'une blanche, au quart d'une ronde, au double d'une croche, au quadruple d'une double croche, etc. Notation ABCLangage informatique permettant la représentation d'une partition de musique dans un fichier texte, au moyen de la notation alphabétique anglo-saxonne. Notation musicaleTranscription sur un support d'une œuvre musicale. NoteSymbole ou lettre représentant la hauteur et la durée d'un son. Note de passageNote étrangère qui relie conjointement deux notes réelles distinctes. Note étrangèreNote qui ne fait pas partie d'un accord mais reliée mélodiquement à une (broderie) ou deux (note de passage) de ses notes réelles. Note réelleNote appartenant à une harmonie ou à un accord. NuanceSigne indiquant l'intensité relative d'une note, d'une phrase ou d'un passage entier d'une œuvre musicale. (Retour en haut) ObligatoIndication que telle partie de l'œuvre exige d'être interprétée par tel instrument précis. OctaveIntervalle séparant le huitième degré diatonique du premier. C'est en général l'intervalle le plus consonant. OpéraŒuvre musicale et théâtrale pour orchestre et chant, bâtie sur un livret qui met en scène des personnages et leur histoire, où les rôles sont chantés. Opus« Œuvre », en latin. Abrégé en « op. » et suivi d'un numéro, le terme identifie l'œuvre musicale en fonction de sa date de composition ou de publication. OrnementSymbole de notation désignant des notes secondaires dont la fonction est d'embellir une ou plusieurs notes principales. OstinatoProcédé de composition musicale consistant à répéter obstinément une formule rythmique, mélodique ou harmonique, souvent durant tout un morceau. (Retour en haut) Partie(1) Section d'une œuvre musicale qui en comporte plusieurs ; (2) Subdivision quelconque d'une œuvre ; (3) Fragment d'une partition notant ce que chante ou joue une voix ou un instrument dans une pièce polyphonique. PartitionDocument notant la transcription d'une œuvre musicale. Pédale(1) Note tenue à l'une des voix, étrangère ou non aux divers accords enchaînés par les autres voix au cours de cette tenue ; (2) Touche d'un clavier pédalier. PédalierClavier spécialement conçu pour être joué par les pieds, dans un orgue ou plus rarement un clavecin ou un piano. PedaliterŒuvre ou partie à jouer au pédalier. PhasingProcédé de composition inventé par les compositeurs Terry Riley et Steve Reich dans les années 1960, consistant en la répétition d'un motif musical qui se décale progressivement entre les voix. PhraséFaçon d'exécuter une phrase musicale ; indication écrite de cette façon d'exécuter, par des liaisons, des points de staccato, etc. PizzicatoTechnique consistant à pincer les cordes d'un instrument à cordes avec les doigts de la main. Point de prolongationSigne placé après une figure de note ou de silence, prolongeant la durée de celle-ci, généralement de la moitié de sa valeur. Point d'orgueSigne en forme de point surmonté d'un demi-cercle, prolongeant la durée de la figure de note ou de silence sur (ou sous) laquelle il est placé, au gré de l'exécutant. Polycorde(1) Instrument à cordes comportant plusieurs cordes ; (2) Succession de notes dans une échelle musicale. PolyphonieCombinaison de plusieurs mélodies ou de plusieurs parties musicales chantées ou jouées en même temps. PolytonalitéSimultanéité de deux ou plusieurs éléments musicaux appartenant à des tonalités différentes. PortéeEnsemble de cinq lignes horizontales et de quatre interlignes permettant de représenter les hauteurs. PréparationPhase consonante d'une note tenue devenant dissonante avant d'être résolue. PulsationBattement régulier d'un rythme. (Retour en haut) Quadruple crocheFigure de note consistant en une tête ovale de couleur noire attachée à une hampe munie d'un crochet quadruple (𝅘𝅥𝅱). Sa durée est le quart de celle d'une croche, le huitième d'une noire, etc.. Quart de tonIntervalle équivalent (logarithmiquement) au quart du ton. QuarteIntervalle séparant deux notes distantes de quatre degrés. QuartoletDivision exceptionnelle du temps formée de quatre figures égales et dont la fonction est de remplacer deux duolets consécutifs. QuinteIntervalle séparant deux notes distantes de cinq degrés. QuintoletDivision exceptionnelle du temps formée de cinq figures égales dont la somme équivaut soit à quatre figures identiques dans un temps normalement binaire, soit à six figures identiques dans un temps normalement ternaire. (Retour en haut) RéductionAdaptation pour un instrument seul ou un ensemble restreint d'une composition musicale écrite à l'origine pour un ensemble instrumental ou vocal plus large. Le mot s'utilise aussi pour dénoter des réécritures analytiques (voir Analyse schenkérienne). RegistrationEnsemble des jeux que choisit l'organiste en fonction du morceau qu'il veut interpréter. Registre(1) Commande de chacun des jeux de l'orgue ou du clavecin ; (2) ensemble des notes d'un instrument ou d'une voix possédants les mêmes caractéristiques de sonorité et exigeant la même technique RelatifTonalité mineure ayant la même armure que la tonalité majeure située une tierce plus haut ou, à l'inverse, tonalité majeure ayant la même armure que la tonalité mineure située une tierce plus bas. RenversementInversion des deux notes d'un intervalle, qui transforme celui-ci en son complément à l'octave. RésolutionTransformation mélodique d'une dissonance, soit en une consonance — résolution régulière —, soit en une nouvelle dissonance — résolution irrégulière. RetardProlongation d'une note réelle d'un premier accord sur l'accord qui lui succède. RondeFigure de note représentée par une tête ovale de couleur blanche sans hampe, dénotant une durée égale à deux blanches, quatre noires, huit croches, seize doubles croches, etc. RondoForme musicale fondée sur l'alternance entre une partie récurrente (parfois appelée refrain) et des épisodes contrastants. RosalieRépétition d'un même motif mélodique sur des degrés successifs. RubatoIndication d'expression commandant d'abandonner la rigueur de la mesure. RythmeOrganisation dans le temps des événements musicaux. (Retour en haut) SavartUnité d'expression logarithmique des intervalles musicaux. ScordatureManière d'accorder les instruments à cordes qui s'écarte de l'accord usuel. SecondeIntervalle séparant deux degrés consécutifs dans l'échelle diatonique. Sensible : Septième degré d'une gamme, lorsqu'il est situé un demi-ton sous la tonique. SeptièmeIntervalle entre deux notes éloignées de sept degrés. SeptoletDivision exceptionnelle du temps formée de sept figures égales et dont la somme équivaut soit à huit figures identiques dans un temps normalement binaire, soit à six figures identiques dans un temps normalement ternaire. SérialismeTechnique de composition fondée sur l'utilisation de séries d'éléments musicaux. SextoletDivision exceptionnelle du temps correspondant à deux triolets consécutifs. SilenceMoment pendant lequel n'est émis aucun son ; il correspond à une pause dans l'exécution du morceau. SixteIntervalle entre deux notes distantes de six degrés. Sixte napolitaineType d'accord d'emprunt consistant en un accord parfait majeur sur le deuxième degré baissé de la tonalité, à l'état de premier renversement. SolfègeMéthode d'apprentissage de la musique faite d'exercices de lecture et d'audition musicales. Solmisation« Solfège mobile », dans lequel les noms des notes dépendent de la tonalité. Sous-dominanteQuatrième degré d'une gamme tonale. Sous-toniqueSeptième degré d'une gamme tonale, s'il est situé une seconde majeure sous la tonique. StaccatoPhrasé en notes détachées. Strette(1) Procédé d'écriture en imitation ; (2) Partie caractéristique du finale d'un opéra (ou d'une œuvre pour chœur) ; (3) Indication d'accélération du tempo. SuraiguQuatrième registre s'ajoutant éventuellement aux registres grave, médium et aigu. Sus-dominanteSixième degré d'une gamme tonale. Sus-toniqueDeuxième degré d'une gamme tonale. SyncopeNote attaquée sur un temps faible et prolongée sur le temps fort qui suit. (Retour en haut) TablatureSystème de notation instrumentale indiquant les doigtés et le rythme. Tasto soloTerme italien indiquant qu'une note ou une phrase doit être jouée seule, sans accompagnement. TempéramentProcédé d'accord (accordage) des degrés et des intervalles d'une gamme musicale, modifiant les valeurs des intervalles purs. TempoVitesse d'exécution d'une œuvre. TempsUnité de mesure de la durée musicale. TessitureEnsemble ou échelle des notes qui peuvent être émises par la voix sans difficulté avec le même volume sonore et une bonne qualité de timbre. Tête de notePartie elliptique de la note de musique dont la position dans la portée indique la hauteur. TierceIntervalle entre deux notes séparées de trois degrés. Tierce picardeTierce de l'accord majeur sur la tonique dans un morceau en mineur ; c'est le plus souvent l'accord conclusif. TonLe plus grand des intervalles conjoints d'une échelle diatonique. Tonalité(1) Langage musical utilisé en Occident du 18e au 20e siècle ; (2) Arrangement des hauteurs et des intervalles dans une œuvre, créant un centre particulier, dans le cadre de la tonalité générale au sens (1) ci-dessus. ToniquePremier degré d'une tonalité au sens (2) ci-dessus, constituant le centre vers lequel tendent la mélodie et l'harmonie. TranscriptionAdaptation d'une œuvre à un autre ensemble vocal ou instrumental que celui pour lequel elle a été conçue à l'origine. TranspositionDéplacement d'une œuvre, par écrit ou au moment de l'exécution, à une autre hauteur. TrémoloRépétition rapide d'une seule note, ou alternance polyphonique de deux ou plusieurs sons sous forme d'accords. TrilleOrnement musical faisant alterner rapidement deux notes séparées d'un ton ou d'un demi-ton. TrioletGroupe de trois figures de notes égales dont la somme équivaut à deux figures identiques dans un temps normalement binaire. Triple crocheFigure de note de durée valant un tiers de celle de la croche. TritonIntervalle entre deux notes séparées de six demi-tons ; c'est la « quarte augmentée ». TrochéeRythme formé d'une longue et d'une brève, comme le pied poétique du même nom. (Retour en haut) UltrachromatismeConception dans laquelle les intervalles les plus petits sont plus petits que le demi-ton. UnissonIntervalle nul. Le terme s'utilise notamment pour décrire la même mélodie chantée ou jouée à plusieurs voix ou plusieurs instruments. Unité de tempsFigure de note dont la durée est égale au temps. UtNom de la première note de l'hexacorde de Gui d'Arezzo. Il est aujourd'hui synonyme de do. (Retour en haut) VariationModifications à un « thème ». Genre musical proposant un thème et un certain nombre de ses variations. VibratoModulation périodique du son d'une note de musique. Vibrato naturelFaçon exacte d'expirer l'air afin d'émettre un son chanté par la voix humaine ainsi qu'un son soufflé dans un instrument à vent. VocalisationÉmission de sons parlés ou chantés. Vocalise (musique)Mélodie chantée sans texte, sur une ou plusieurs voyelles. (Retour en haut) YodelTechnique de chant consistant à passer rapidement de la voix de poitrine (ou « de corps ») à la voix de tête (ou « de fausset »). |